# International Accounting Standards Board
IASB (International Accounting Standards Board), în română Consiliul (de elaborare) a Standardelor Internaționale de Contabilitate, înlocuiește din aprilie 2001 Standardele Internaționale de Raportare Financiară (IASC).
Standardele pe care le elaborează se numesc Standarde Internaționale de Raportare Financiară (IFRS), 16 până în prezent, iar interpretările lor se numesc IFRIC, până în prezent în număr de 1.